# Reuben Chapman
Reuben Chapman (Bowling Green, 15 luglio 1799 – Huntsville, 17 maggio 1882) è stato un politico statunitense. Fu il 13º governatore dell'Alabama dal 1847 al 1849.
Nel corso del suo mandato si completò lo smantellamento della banca statale dell'Alabama (tra l'altro ridusse da tre a uno i membri della commissione bancaria) e furono avviate esplorazioni per verificare la presenza di giacimenti minerari in varie zone dello Stato; per fare questo ingaggiò un geologo di Stato, qualcosa di nuovo in quel periodo. Durante la guerra civile, sostenne la Confederazione (perse anche un figlio in battaglia e fu imprigionato per un certo periodo dalle truppe nordiste).